# Morrison Hotel
Morrison Hotel (понякога наричан Hard Rock Cafe като името на първата страна на албума; втората страна е озаглавена „Morrison Hotel“) е албум на американската група Доорс, издаден през 1970 г. След като експерименталния „The Soft Parade“ не е добре приет, групата се завръща към първоначалното си звучене. Този албум дори има леко блус звучене. То ще бъде напълно развито в следващия албум „L.A. Woman“. Въпреки че няма големи хитове, албума се харесва на феновете и критиката.
В албума участват Джон Себастиан на хармоника (под псевдонима Джи. Плъджис) и блус легендата Лони Мак на баса.
Обложката е заснета в самия хотел „Морисън“ на №1246 Саут Хоуп Стрийт, Лос Анджелис. Групата пита собственика дали могат да заснемат хотела и след като той отказва, те влезат вътре и правят снимката незабелязано.

## Интересно
- Смята се, че известната верига ресторанти Hard Rock Cafe са взели името си от първата страна на албума.
- Групата Floater изпълнява песента „Waiting for the Sun“ в албума си от 2001 г. „Burning Sosobra“.
- Част от „Waiting for the Sun“ е използвана в саундтрака към играта Gran Turismo.
- „Peace Frog“ е записана в началото на 90-те от рап групата 3rd Bass в албума им „The Cactus“.
- В трилъра от 2007 г., „Тревога“ може да се види плакат на албума в стаята на Кайл.

### Страна едно:Hard Rock Cafe
1. „Roadhouse Blues“ – 4:04 (Джим Морисън, Доорс)
2. „Waiting for the Sun“ – 3:59 (Морисън)
  - Записът започва по време на сешън за „Waiting for the Sun“ през 1968
3. „You Make Me Real“ – 2:53 (Морисън)
4. „Peace Frog“ – 2:54 (Морисън, Роби Кригър)
5. „Blue Sunday“ – 2:13 (Морисън)
6. „Ship of Fools“ – 3:08 (Морисън, Кригър)

### Страна две:Morrison Hotel
1. „Land Ho!“ – 4:10 (Морисън, Кригър)
2. „The Spy“ – 4:17 (Морисън)
3. „Queen of the Highway“ – 2:47 (Морисън, Кригър)
4. „Indian Summer“ – 2:36 (Морисън, Кригър)
  - Взето от сешън за „The Doors (албум)|The Doors“ през август 1966
5. „Maggie M'Gill“ – 4:23 (Морисън, Доорс)

### Бонус песни от преиздадения през 2006 CD
1. „Talking Blues“
2. „Roadhouse Blues“ (Takes 1-3)
3. „Roadhouse Blues“ (Take 6)
4. „Carol“
5. „Roadhouse Blues“ (Take 1)
6. „Money Beats Soul“
7. „Roadhouse Blues“ (Takes 13-15)
8. „Peace Frog“ (Грешно начало & диалог)
9. „The Spy“ (Version 2)
10. „Queen of the Highway“ (Джаз версия; същата е включена в „Essential Rarities“)

## Състав
- Джим Морисън – вокал
- Роби Кригър – китари
- Рей Манзарек – орган, пиани, бас
- Джон Дензмор – барабани
- Лони Мак – бас (на „Roadhouse Blues“ и „Maggie M'Gill“)
- Джи. Плъджис (псевдоним на Джон Себастиан) – хармоника (на „Roadhouse Blues“)
- Рей Неаполитан – бас (на „Peace Frog“ и „Ship of Fools“)